# クララ・バット
デイム・クララ・エレン・バット（Dame Clara Ellen Butt DBE 1872年2月1日 - 1936年1月23日）は、イングランドのコントラルト。リサイタルや演奏会で歌手として活躍した。力強く深みのある彼女の声はカミーユ・サン＝サーンスやエドワード・エルガーといった同時代の作曲家に感銘を与え、エルガーは彼女の声を念頭に置いて歌曲集を作曲した。
バットはオペラにはわずか2度しか出演しておらず、いずれもクリストフ・ヴィリバルト・グルックの『オルフェオとエウリディーチェ』であった。彼女はサン＝サーンスの『サムソンとデリラ』での歌唱も希望していたが、これは実現しなかった。キャリア後期の彼女は、夫であるバリトンのケナリー・ラムフォードと共にリサイタルの舞台に上がることが多かった。彼女は蝋管・レコードへ多数の録音を行っている。

## 幼少期からキャリア初期
バットはサセックスのサウスウィックで、船の船長だったヘンリー・アルバート・バットとその妻クララ（旧姓 フック）の間に長女として生まれた。1880年、一家はイングランド東部、ブリストルの港町へと移り住む。クララはサウス・ブリストル高校へと通い、ここで彼女の歌唱能力が知られるようになり、表現者としての才能が磨かれた。学校長の要望により、バスのダニエル・ルーサム（作曲家のシリル・ルーサムの父）の指導を受けた彼女は、ルーサムが音楽監督を務めるブリストル祝祭合唱団に所属した。
1890年1月に奨学金を獲得して王立音楽大学へと入学したバットは、歌唱をジョン・ヘンリー・ブロアーに、ピアノをマーマデューク・バートンに師事した。王立音楽大学で声楽を学ぶ4年間のうち、ヴィクトリア女王の後ろ盾を得た彼女は3か月をパリで過ごした。さらに、ベルリンやイタリアでも学んでいる。
バットは1892年12月7日、ロンドン、ロイヤル・アルバート・ホールにおいて演奏されたアーサー・サリヴァンのカンタータ『黄金伝説』でプロとしてのデビューを飾った。3日後にはロンドンのライシーアム劇場（Lyceum Theatre）においてグルックの『オルフェオとエウリディーチェ』でオルフェオ役を演じている。この公演は王立音楽大学の主催で、指揮はスタンフォードであった。ザ・ワールドの音楽評論家であったジョージ・バーナード・ショーは、バットが「合理的に考え得る期待の最大値をはるかに超越していた」と書いた上で、彼女が並みならぬキャリアを歩むだろうと予測した。
ジャック・ブイーの下でさらなる研鑽に励むべく、バットはパリへと赴いた。ブイーはルイーズ・ホーマー、ルイーズ・カークビー・ランといった国際的名声を手にした女性歌手を指導した人物である。その後ベルリンへと移った彼女は、一線を退いた有名なソプラノ歌手のEtelka Gersterの下でさらに技術に磨きをかけた。バットの歌声を聴いたサン＝サーンスは、彼女に自作のオペラ『サムソンとデリラ』に取り組んでほしいと希望したが、聖書を題材とした作品の上演が禁じられていた当時のイギリスでは、この願いは叶わなかった。法改正に伴い同オペラが1909年にロイヤル・オペラ・ハウスで上演された際、デリラ役を歌ったのはランであり、バットはこれに落胆した。
バットはその声質と6フィート2インチという長身により、イギリスの演奏会の舞台で名声を獲得した。彼女は多数のレコード録音を遺しており、伴奏はリリアン・ブライアントであることが多かった。バットは複数回にわたってサリヴァンの歌曲『The Lost Chord』を録音しているが、彼女はこの作品の手稿譜を友人のファニー・ロナルズから遺言で譲り受けていた。彼女は主に演奏会で歌手として活躍し、オペラへの出演は『オルフェオとエウリディーチェ』の2回の公演のみであった。当時のイギリスを代表する作曲家であったエドワード・エルガーは、彼女の独唱を念頭にコントラルトと管弦楽のための連作歌曲集『海の絵』を作曲した。1899年10月5日にノリッジで行われた初演では作曲者自身が指揮し、バットがソロを歌った。彼女はこの歌曲集からは第4曲「珊瑚礁のあるところ」のみを録音している。
バットのテッシトゥーラは非常に広く、C3からA5に及んだ。

## 20世紀
1900年6月26日にバリトンのケナリー・ラムフォードと結婚したバットは、それ以降彼と共に演奏会の舞台に上がることが多くなった。夫妻は2男1女を儲けた。主要な音楽祭や演奏会で数多く歌うのみならず、バットは王室からの命を受けてヴィクトリア、エドワード7世、ジョージ5世らの御前でも歌唱を披露した。彼女はオーストラリア、日本、カナダ、ニュージーランド、アメリカや多くのヨーロッパの都市を演奏旅行で訪れている。
第一次世界大戦中、バットは奉仕事業として多くの演奏会を企画して自ら歌い、この功績により1920年の市民戦時功労者としてデイムに叙された。この年、彼女はコヴェント・ガーデンにおいてミリアム・リセットと共に、トーマス・ビーチャムの指揮するグルックの『オルフェオとエウリディーチェ』で4回歌っている。タイムズ紙の報じたところによると、舞台上での彼女は落ち着きがなく、最も有名なアリア「エウリディーチェを失って」では「劇的に歌おうとするあまりテンポが走るとともに拍節感を逸し、フレージングも損なわれた。」彼女がプロとしてオペラの舞台に上がったのはこの時だけであった。
バットの3人の妹も歌手であった。その1人であるエセル・フックは実力でコントラルトとして名を馳せ、ソロ・レコーディングを行い、また1926年にはリー・ド・フォレストのフォノフィルム方式の初期トーキーに出演した。
晩年のバットには悲劇がつきまとった。長男は学生時代に髄膜炎で死亡し、下の子は自ら命を絶った。1920年代になると、脊柱に癌を患い著しく健康を損ねる。彼女は晩年の録音を車いすに腰掛けたまま行った。1931年から苦しめられた事故の後遺症により、バットは1936年にオックスフォードシャーのノース・ストークで63年の生涯を閉じた。

## 関連文献
- Andrea Suhm-Binder's biography page
- Winifred Ponder, Clara Butt – Her Life-Story, London: George Harrap, 1928. Reprinted, New York: Da Capo Press, 1978. ISBN 0306775298